# E-クローナ
E-クローナは2016年以降、スウェーデン国立銀行(スウェーデンの中央銀行)で提案されたデジタル中央銀行通貨のプロジェクト名で、社会での現金使用の減少を背景に、国家保証の現金を補完し電子的に発行される。スウェーデン国立銀行がデジタル通貨を発行するかどうかの決定は、2019年末までの予定されている。